# Kedumim
Kedumim (hebr. קדומים) – samorząd lokalny położony w Dystrykcie Judei i Samarii, w zachodniej części Samarii w Izraelu. Miejscowość jest położona pomiędzy terytoriami Autonomii Palestyńskiej.

## Historia
W 1974 roku, grupa Gusz Emunim wraz z rabinem Menachemen Feliksem oraz Benjaminem Kacowerem, postanowiła założyć osadę żydowska na ziemiach nazywanych Samarią. Rząd Izraela uznała jednak obozowisko za nielegalne w świetle prawa Rząd Izraela przy użyciu Siły Obronnych Izraela wielokrotnie usuwały osadników z ich prowizorycznych schronień. W 1975 roku zawarto porozumienie z Rządem Izraela, które przewidywało pozwolenie na osiedlenie się 30 rodzin w bazie wojskowej Kadum położonej na południowy wschód od Nablus/Shechem. Z czasem wokół bazy wojskowej powstawały małe osiedla mieszkalne, które przekształciły się w miasto Kedumim. W 1992 roku Kedumim otrzymało prawa miejskie. Po 30 latach od założenia miasta Kedumim jest obok miasta Ari’el jednym z większych skupisk osadnictwa żydowskiego na terenie Judei i Samarii.
Kompromis Rządu Izraela z osadnikami pozwalający na osiedlenie się rodzin żydowskich nazwano "Porozumieniem z Sebastia" ponieważ obok dzisiejszego miasta Kedumim znajdowała się stacja kolejowa zbudowana na terenach Palestyny przez Imperium Osmańskie. Porozumienie to pozwoliło na ekspansję osadnictwa żydowskiego w południowej części Judei i Samarii. Pierwszym burmistrzem Kedumim była Daniella Weiss, członkini i aktywistka ruchu Gusz Emunim

## Demografia
Zgodnie z danymi Izraelskiego Centrum Danych Statystycznych w 2006 roku w osadzie żyło 3,2 tys. mieszkańców.
Populacja osady pod względem wieku (dane z 2006):
| Wiek (w latach) | Procent populacji w % |
| --------------- | --------------------- |
| 0-4             | 16,4%                 |
| 5-9             | 12,7%                 |
| 10-14           | 10,4%                 |
| 15-19           | 7,5%                  |
| 20-29           | 21,3%                 |
| 30-44           | 12,8%                 |
| 45-59           | 14,0%                 |
| ponad 60        | 4,8%                  |

Źródło danych: Central Bureau of Statistics.

## Komunikacja
Przy miasteczku przebiega droga ekspresowa nr 55  (Kefar Sawa-Nablus).

## Edukacja
Mieszkańcy Kedumim mają do dyspozycji wiele placówek edukacyjnych takich jak żłobki, przedszkola, dwie szkoły podstawowe, jesziwę Bnei Chayil, jesziwę Har Efrayim, szkołę średnią Lehava Ulpana (1000 dziewcząt) oraz lokalną szkołę muzyczną i bibliotekę publiczną.